# Lista de prêmios recebidos pela Escola Técnica Estadual Henrique Lage
Nesse artigo estão contidos toda a lista de prêmios recebidos pela Escola Técnica Estadual Henrique Lage do Rio de Janeiro.
| Prêmio                                                    | Edição | Localização                               | Estudantes premiados |
| --------------------------------------------------------- | ------ | ----------------------------------------- | --- |
| Feira Internacional de Ciências e Engenharia (Intel ISEF) | 2016   | Arizona · Estados Unidos                  | Christian Marques Professor Responsável: Altair dos Santos |
| Prêmio Jovem Pesquisador de Niterói                       | 2015   | Niterói · Brasil                          | FAETEC Henrique Lage |
| Mostratec Júnior                                          | 2014   | Novo Hamburgo, Rio Grande do Sul · Brasil | Terceiro Lugar Ewerton Vasconcelos da Silva Caio Ribeiro Cavalcante Quarto Lugar Matheus Busquet Devillart Guilherme das Neves Fernandes André Felipe Brasil Postiga Juan Coutinho |